# Kamelot (музичка група)
Камелот (енгл. Kamelot) је америчка хеви метал група формирана 1991. године.
Бенд су формирали Томас Јангблуд и Ричард Ворнер. Рој Кан им се придружио током снимања албума Siege Perilous, и од тад заједно са Јангблудом пише текстове песама које бенд изводи.
До 2009, издали су осам студијских албума,3 албума са ивођењем уживо, један ДВД са концерта у Ослу, шест музичких спотова, и реиздање албума Ghost opera са концертом из Београда, као поклон.
Тренутно раде на новом студијском албуму, који би требало да се појави на тржишту почетком 2010. године.

## Биографија
Камелот је основан 1991. године, а 1994 потписује уговор са издавачком кућом Ноиз рекордс Noise Records. Њихов албум првенац под називом Eternity објављен је 1995. године. Следећи албзум под називом Dominion објављен је 1997. године. Касније исте године, бубњар и оснивач Ричард Ворнер и певач Марк Вандербилт, напуштају групу, а на њихова места долазе бубњар Кејси Грило и певач Рој Кан, до тада певач групе Консепшн Conception.

## Састав

### Садашњи чланови
-Рој Кан, вокал, текстописац 
-Томас Јангблад, гитара, пратећи вокал, текстописац
-Оскар Монтелиус, гитара
-Шон Тибетс, бас-гитара
-Кејси Грило, бубњеви
-Оливер Полотаи, клавијатуре

### Бивши чланови
-Марк Бандербилт(1991-1997)
-Ричард Варнер(1991-1997)
-Дејвид Павлико(1991-1998)
-Глен Бери(1992-2009)

## Дискографија
Студијски албуми
- Eternity (1995)
- Dominion (1997)
- Siege Perilous (1998)
- The Fourth Legacy (1999)
- Karma (2001)
- Epica (2003)
- The Black Halo (2005)
- Ghost Opera (2007)
- Реиздање албума Ghost Opera-The Second Coming (2008)
- Poetry for the Poisoned (2010)
- Silverthorn (2012)
- Haven (2015)